# Sultan-Moschee
Sultan-Moscheen bzw. Kaisermoscheen (Masjid Sultan, Emperor’s Mosque) sind allgemein nach dem Titel Sultan benannte Moscheen, der im Deutschen und Englischen oft als Kaiser wiedergegeben wird, oder aber dem Kaiser zugehörige Moscheen.
Bekannte Sultan-Moscheen sind:
- Kaisermoschee, Sarajevo, Bosnien (nach Sultan Süleyman I.)
- Königsmoschee (Berat), Albanien (nach Sultan Bayezid II.)
- Badshahi-Moschee (Kaiserliche Moschee), Lahore, Pakistan (von Kaiser Aurangzeb erbaut)
- Masjid Sultan, Singapur (Vorgängerbau geht auf Sultan Hussain Shah zurück)
- Sultanowskaja-Moschee (Cihanscha-Bey-Moschee, Rote-Moschee, Ğosman-Moschee, Acht-Moschee), Kasan, Russland

Siehe auch die nach konkreten Sultanen benannten Moscheen:
- Liste von Emir-Sultan-Moscheen
- Liste von Eyüp-Sultan-Moscheen
- Liste von Sultan-Ahmed-Moscheen
- Sultan-Hasan-Moschee
- Yavuz-Sultan-Selim-Moschee
- Große Sultan-Qabus-Moschee
- Sultan-Süleyman-Moschee
- Sultan-Mehmed-Fatih-Moschee
- Sultan-Baibars-Moschee